# Ирано-российские отношения
Российско-иранские отношения (ранее — русско-персидские) были установлены в 1592 году при Рюриковичах (Фёдор I Иванович), когда в Персии правила династия Сефевидов.
В первой половине XIX века после двух русско-персидских войн Персия попала под сильное влияние Российской империи. В советский период Иран также поддерживал тесные связи с СССР, прежде всего экономические. Даже исламская революция и поддержка Ираном афганских моджахедов не привели к разрыву экономических связей двух стран. В постсоветский период экономическое сотрудничество между Россией и Ираном остаётся тесным. При поддержке России в Иране сооружён ряд промышленных объектов.
Обе страны являются членами БРИКС и ШОС.

## Общая характеристика стран
|                                | Россия               | Иран                 |
| ------------------------------ | -------------------- | -------------------- |
| Площадь, км²                   | 17 125 191           | 1 648 000            |
| Население, чел.                | 146 887 438          | 88 000 000           |
| Государственное устройство     | смешанная республика | исламская республика |
| Объём ВВП (ППС), $ млрд        | 4 490                | 852,6                |
| ВВП на душу населения (ППС), $ | 22 501               | 12 800               |
| Военные расходы, $ млрд        | 70                   | 6,3                  |
| Численность вооружённых сил    | 1 037 000            | 945 000              |

## История

### Российская империя и Персия

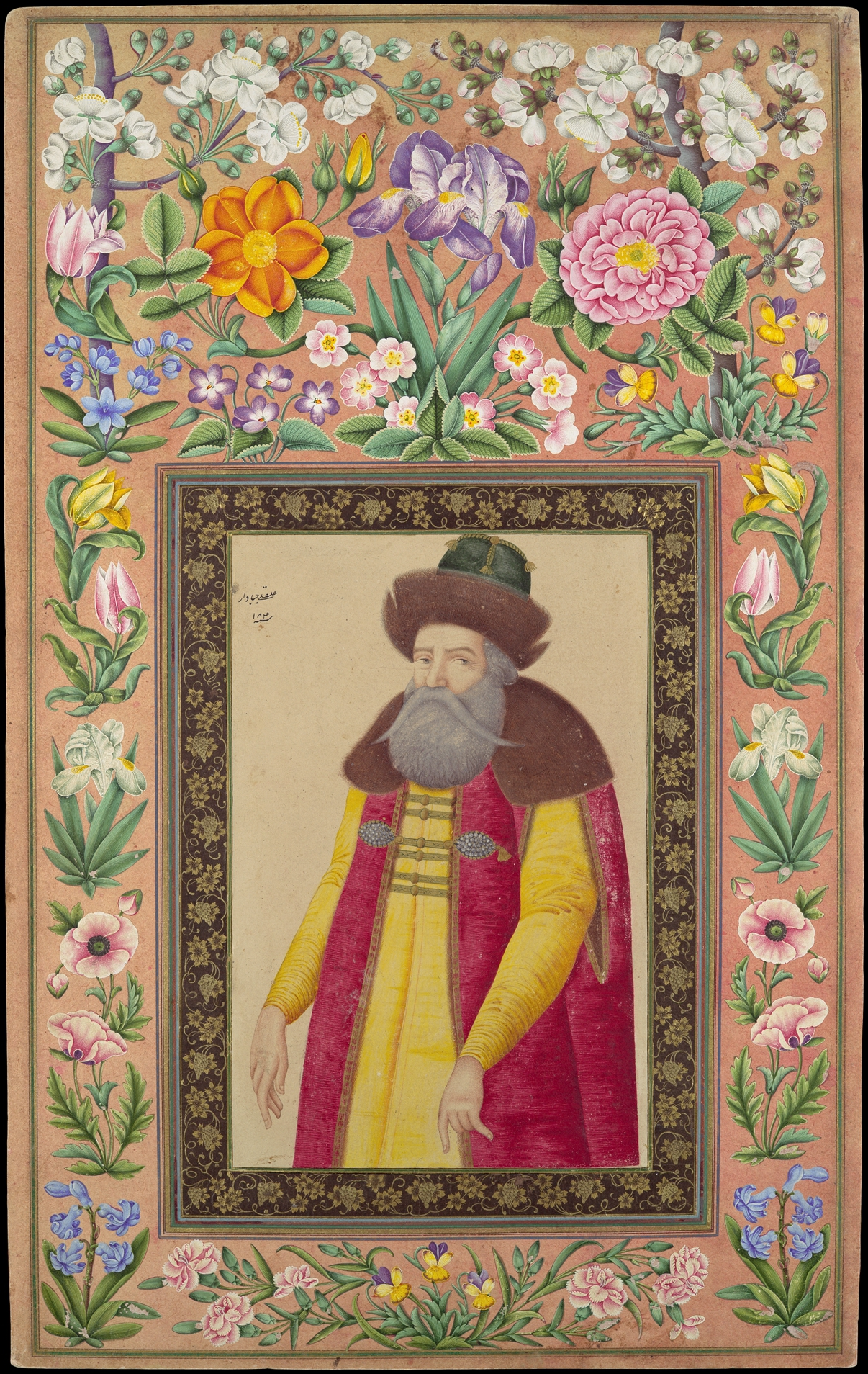
Али-Кули Джаббадар Портрет русского посла в Персии — князя Андрея Приклонского, 1673 г.

В отличие от отношений с соседней Турцией, отношения России и Персии были в целом мирными, не считая короткого периода двух русско-персидских войн. Ещё Пётр I присоединил к России значительную часть персидских земель, но Анна Иоанновна вернула эти территории Персии.
После побед России в русско-персидских войнах в первой половине XIX века север Персии вместе с Тегераном окончательно попал под влияние Санкт-Петербурга. В конце XIX — начале XX веков российское влияние в Северном Иране было очень велико. При дворе шаха была даже создана Персидская казачья дивизия, которой командовали российские офицеры и генералы. В этой дивизии служил будущий 34-й шах Ирана Реза-хан. В Северном Иране был широко представлен российский капитал. В 1907 году Англо-русское соглашение окончательно превратило Северный Иран в российскую сферу влияния. Персия стала одним из самых важных торговых партнёров дореволюционной России: на неё приходилось в 1913 году 3,8 % российского экспорта и 3,3 % импорта.

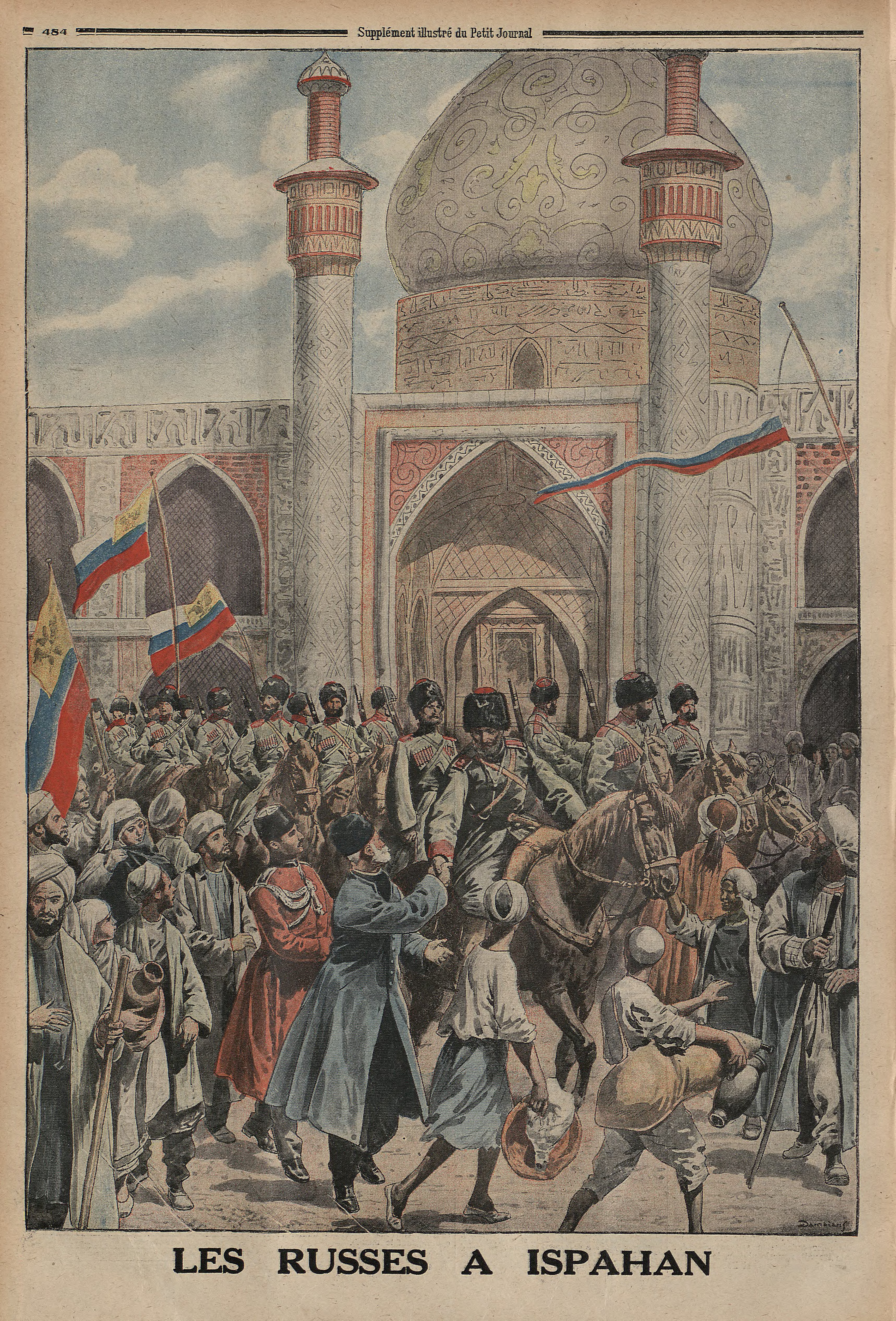
Российские войска в Исфахане во время Персидской кампании

Россия активно вмешивалась во внутренние дела Персии. Например, русские войска участвовали в наведении порядка в Персии в 1911 году. В ходе Первой мировой войны территория Северной Персии стала театром военных действий между британско-российскими и турецкими войсками.

### СССР и Персия (Иран)
В годы Гражданской войны в России в ночь на 3 ноября 1918 года была разгромлена советская дипломатическая миссия в Персии, а первый полпред Советской России в Персии И. О. Коломийцев был убит на иранской территории в 1919 году белогвардейцами.
После установления советской власти в 1920 году в Туркменистане и в Азербайджане на территории Персии перебралось ещё большее число белогвардейцев. Тогда советские войска совершили морскую операцию, отбив бывший белый флот в порту Энзели. На севере Персии образовалась Гилянская Советская Социалистическая Республика и возникла реальная опасность установления советской власти в Иране. В этих условиях власти Персии стали сговорчивее и пошли на соглашение с Советской Россией. Советско-иранский договор о дружбе 1921 года передавал Ирану целый ряд активов — капиталы Учетно-ссудного банка Персии, построенные российскими царскими властями дороги, пристани, склады, пароходы, порт Энзели, телеграфные и телефонные линии. В 1927 году Договор о гарантии и нейтралитете обязывал обе страны не участвовать в соглашениях против безопасности друг друга. Эти соглашения действовали вплоть до Исламской революции в Иране (1979).
В довоенный период Советская Россия поддерживала очень тесные отношения с Тегераном. Например, на Ленинградском монетном дворе в 1921—1927 годах для Ирана было отчеканено большое количество персидской серебряной монеты (только с ноября 1925 года по июнь 1926 года — 6 304 522 штук).
В 1934 году в новооткрытом Тегеранском университете было введено преподавание русского языка. Русский язык изучался не только в Тегеранском университете. В декабре 1936 года высший педагогический институт Тегерана организовал для всех желающих курсы русского языка.
27 августа 1935 года были подписаны советско-иранские соглашения: конвенция по борьбе с саранчой в приграничных районах, конвенция по борьбе с болезнями и вредителями растений, санитарно-ветеринарная конвенция и другие.
В 1936 году было завершено строительство Араплярского моста через Аракс. Араплярский мост (длина 188 метров, ширина 8,5 метров) строился совместно Ираном и СССР. 30 мая 1937 года было открыто прямое железнодорожное (грузовое и пассажирское) сообщение между Ираном и советским Закавказьем. В 1940 году между Ираном и СССР было заключено соглашение о статусе Каспийского моря, по которому обе страны получили право свободного плавания по этому морю.
Иран закупал в СССР автомобили, оборудование для рисоперерабатывающих и хлопкоочистительных заводов. Много построили советские специалисты на территории Ирана в 1930-е годы: элеваторы, мельничный комбинат в Тегеране, шерстомойки.
Советский Союз шёл Ирану на уступки. В сентябре 1936 года советская сторона возвратила Ирану скот (два стада баранов и 80 верблюдов), который у водопоя перешёл на территорию СССР.
Ведущую роль в 1930-е годы СССР играл во внешней торговле Ирана. В ноябре 1937 года иранская пресса сообщала, что во внешней торговле Ирана по итогам 1936 года первое место занимал СССР (427,6 млн риалов), а второе место с большим отставанием заняла нацистская Германия (166,6 млн риалов). 1 июля 1937 года в СССР для торговли с Ираном и Турцией было создано объединение «Совирантуркторг»; впрочем, в 1938—39 гг. Германия вышла на первое место во внешней торговле Ирана. В 1939—40 гг. на Германию пришлось около половины внешней торговли Ирана.
В СССР в 1920-е годы работали сезонные рабочие из Ирана. В 1930 году персы и иранские азербайджанцы работали на промыслах Азербайджанской ССР (в том числе в Баку), а также на сборе хлопка в Средней Азии.
В предвоенные годы СССР активно проникал в Иран в военном отношении, конкурируя с Германией. В 1937 году лётчики по заданию Генерального штаба Красной Армии провели фотографирование более, чем 7,5 тысяч км² ирано-иракской границы.
В 1941 году Советский Союз вместе с Великобританией совершил военное вторжение в Иран и оккупировал часть его территории.
В годы Второй мировой войны СССР вёл с Ираном активную двустороннюю торговлю. В 1943 году было заключено соглашение о том, что Иран продаёт СССР 36 тыс. тонн риса, а покупает советские промышленные товары (в основном хлопковую ткань). Значительная часть советских продовольственных поставок направлялась в Иранский Азербайджан. Так, с ввода советских войск в Иран и до конца 1941 года из Баку в Иранский Азербайджан 2,5 тыс. тонн сахара, 1,4 тыс. тонн муки, 1,8 тыс. тонн пшеницы, 1,5 млн м² ткани. Шли поставки и в северо-восточные районы Ирана. Так, с ноября 1941 года по 1 апреля 1942 года из Советского Союза в Мешхед (для местного населения) поступило 889 382 кг муки.
В 1941—1945 гг. Иран стал одним из основных коридоров поставок в СССР по ленд-лизу; 29 января 1942 г. в Тегеране был подписан Договор о союзе между СССР, Великобританией и Ираном, который разрешал Советскому Союзу и Великобритании использовать иранскую территорию для этих поставок.
В 1946 году Иран оказался в центре кризиса, связанного с попыткой СССР сохранить на его территории свои войска. При участии США кризис был разрешён так, что Москва потеряла ряд позиций в Иране — обещанная СССР нефтяная концессия не была предоставлена, а шахские власти смогли разгромить просоветских повстанцев Иранского Азербайджана (Демократическая Республика Азербайджан и Мехабадская республика).
В 1950-е — 1970-е годы отношения СССР и шахского Ирана были неоднозначными. В политическом плане Иран входил в состав враждебного Москве блока СЕНТО и ориентировался на США. Но экономически СССР и шахский Иран в те годы поддерживали дружественные отношения. Советские специалисты участвовали в строительстве целого ряда объектов в Иране, также обнаружили в этой стране запасы железной руды и месторождения коксующегося угля, причём СССР предоставил Ирану льготные кредиты (с погашением поставками природного газа).
1963 г. — официальный визит Председателя Президиума ВС СССР Л. Брежнева в Тегеран и инцидент со сбитием советскими ПВО иранского самолёта Aero Commander 560 во время этого визита
1976 г. — инцидент в связи с побегом Зосимова.
1978 г. — инцидент с иранскими «Чинуками».
Исламская революция
Исламская революция в Иране (1978—1979) была встречена властями СССР благожелательно. Советский посол был первым из иностранных послов, кого принял после победы революции новый иранский лидер аятолла Хомейни. Советский лидер Л. И. Брежнев в своей телеграмме отмечал, что «результаты общенародного референдума, завершившего окончательную ликвидацию монархического режима», в СССР рассматривают как «большую историческую победу иранского народа». В Москве не могли не приветствовать разрыв отношений новой Исламской республики Иран с США и вступление страны в Движение неприсоединения.
Однако, вскоре отношения СССР и Ирана испортились. Уже в ноябре 1979 года власти Ирана упразднило 5-ю и 6-ю статьи советско-иранского договора 1921 года, согласно которым обе стороны обязывались не содержать на своей территории враждебные друг другу воинские контингенты, в случае военной угрозы границам РСФСР получала право ввести в Иран свои войска. Отношения обострились в результате двух войн 1980-х годов — афганской и ирано-иракской. При этом, Хомейни был предупреждён о предстоящем вводе войск СССР в Афганистан советским послом в Иране В. М. Виноградовым ещё в ночь с 26 на 27 декабря 1979 года во время личной встречи с советским дипломатом; на этой встрече Хомейни пожелал советской стороне «поскорее выполнить задачу» и «вернуться домой». В течение трёх месяцев Хомейни никак не комментировал советскую операцию, но затем раскритиковал действия Москвы в Афганистане, после чего Иран стал активно поддерживать афганских моджахедов, создав для них лагеря на своей территории, а также не признал просоветское правительство в Кабуле. Кроме того, из Ирана началась радиопропаганда на СССР идей исламской революции, которая велась на языках народов Советского Союза. Была прекращена работа иранского консульства в Ленинграде, советского консульства в Реште, представительства «Ингосстраха» в Мешхеде, в два раза была сокращена численность советского посольства в Тегеране, также были закрыты иранское Общество культурных связей с СССР и действовавшие при нём курсы русского языка. В 1983 году иранские власти вынудили СССР передать Ирану в дар советскую больницу в Тегеране.
В ирано-иракской войне СССР в целом поддерживал Ирак, хотя пытался примирить обе стороны конфликта. В Иране такая советская позиция вызвала серьёзное недовольство. Нападениям подверглись советское посольство в Тегеране (27 декабря 1980 года и в начале 1988 года) и консульство СССР в Исфахане (в начале 1988 года). Однако достаточных доказательств поставок советского оружия в Ирак у иранских властей не было, хотя Ирак в 1980-е годы был самым крупным покупателем советского оружия. В начале 1988 года иранские власти признали, что СССР не поставлял ракеты в Ирак.
Даже в условиях обострения двусторонних отношений в 1980-е годы, экономическое взаимодействие Ирана и СССР продолжало оставаться очень тесным, так как экономика Ирана нуждалась в советской помощи. Поэтому советско-иранская торговля продолжалась (хотя поставки газа в СССР были прекращены в феврале 1980 года), а при советской помощи в Иране в 1980-е годы был построен целый ряд объектов. В эти годы сохранялось культурное сотрудничество, выражавшееся в том числе в подготовке иранских специалистов в СССР. В 1985 году иранские авиалинии получили право пролёта через воздушное пространство СССР.
Перестройка в СССР и вывод советского контингента из Афганистана привели к заметному улучшению советско-иранских отношений. С 15 октября 1987 года были восстановлены регулярные рейсы «Аэрофлота» между Ираном и СССР. В 1990 году возобновилась полноценная подача иранского газа в СССР, причём поставки оплачивались на бартерной основе, а также присылкой специалистов для строительства в Иране объектов. В 1990 году советско-иранский товарооборот составлял 1,3 млрд долл.

### Российская Федерация и Иран

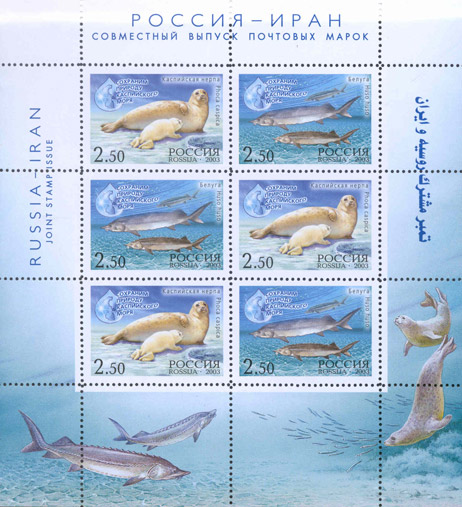
Малый лист «Сохраним природу Каспийского моря». Совместный выпуск России и Ирана

В 1992 году двусторонняя торговля стала переводиться с бартера на свободно конвертируемую валюту.
При посредничестве России в мае 2004 года Иран подписал с Арменией договор о поставках газа в эту страну на ТЭС в городе Раздан по новому газопроводу Иран — Армения, так как из-за нестабильной ситуации, связанной с «революцией роз» в Грузии, Россия не могла гарантировать бесперебойные поставки газа в Армению. Тем не менее, «Газпром», владеющий блок-пакетом акций «Армросгазпрома», пытается ограничить поставки из Ирана только объёмами, необходимыми Разданской ТЭС.
По итогам 2005 года Россия стала седьмым по значимости торговым партнёром Ирана, получая более 5 % иранского экспорта. Товарооборот между странами впервые превысил миллиард долларов США. В 2005 году объём товарооборота между двумя странами составил 2,08 млрд долларов (в том числе российский экспорт — 1,96 млрд долларов). Основными статьями российского экспорта в Иран являлись металлы и металлоизделия (свыше 70 %), машины и оборудование, древесина и целлюлозно-бумажные изделия. Импорт из Ирана в основном составляли товары народного потребления, продовольствие (60 %), машины и оборудование.
В ноябре 2015 года в ходе переговоров в Москве была достигнута договорённость о предоставлении Ирану кредита в $7 млрд на осуществление инфраструктурных проектов.
В постсоветский период продолжается практика создания российской стороной промышленных объектов в Иране. Например, в 2016 году «Уралмеханобр» разрабатывает оборудование для фабрики окомкования в Иране.
В 2022 году страны инвестируют более 20 миллиардов долларов США в инфраструктуру для расширения транспортного коридора и торговых маршрутов между странами. Сотрудничество между странами направлено на прямую торговлю энергоносителями, продовольствием, оружием в обход западных стран и санкций. В 2023 году достигнуто соглашение о строительстве железной дороги Решт-Астара, благодаря чему соединятся железные дороги России, Азербайджана и Ирана.
15 декабря 2023 года власти Ирана отменили обязательные визы для въезда в страну для туристов из России.
В сентябре 2024 года министр иностранных дел Ирана Аббас Арагчи выступил с резким осуждением Зангезурского коридора, который соединит Азербайджан с его эксклавом Нахичевань, после того, как президент России Владимир Путин, как сообщается, выразил поддержку коридору в разговоре с президентом Азербайджана Ильхамом Алиевым.
17 января 2025 года в Москве президентом России Владимиром Путиным и президентом Ирана Масудом Пезешкинаном был подписан Договор о всеобъемлющем стратегическом партнёрстве.

## Военно-техническое сотрудничество

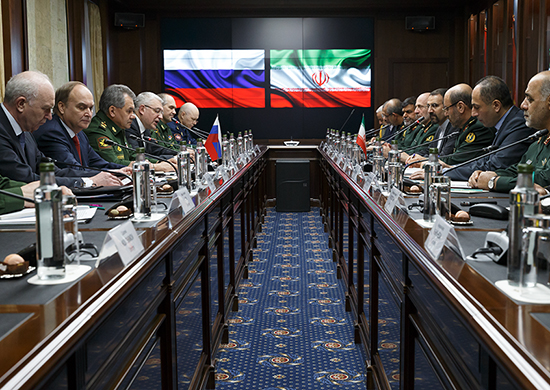
Встреча Министра обороны РФ Сергея Шойгу
с Министром обороны Ирана Хосейном Дехканом и руководством ВС Ирана.
Москва, НЦУО РФ, февраль 2016 г.

С 1991 года Россия пыталась наладить с Ираном сотрудничество в военной сфере, так как Иран являлся одним из самых перспективных рынков. Были подписаны контракты на поставку и обслуживание вооружения: танков Т-72, БМП, самолётов, ракет, но под давлением Соединённых Штатов в 1995 Россия заморозила поставки Ирану военной техники.
Со временем ситуация наладилась. Сегодня[когда?] Иран и Россия активно развивают военно-техническое сотрудничество. Россия использует санкции западных стран в отношении Ирана, поставляя вооружённым силам республики свою технику — самолёты Су-27, МиГ-29, Ил-76, системы ПВО Тор и т. д. С 21 января 2015 года было официально заявлено о восстановлении военного сотрудничества между двумя государствами.
В период российского вторжения на Украину обнаружился факт использования беспилотников иранского производства Shahed 136 российской стороной. Позже Иран признал поставки дронов. В 2023 году было налажено производство беспилотников на совместном ирано-российском предприятии в Алабуге.

## Ядерная программа Ирана
Двустороннее сотрудничество в области мирного использования атомной энергии началось в 1992 году с подписанием соответствующего договора. В 1995 году был подписан контракт на достройку атомной электростанции в городе Бушер на юге Ирана. В 1998 году компания «Атомстройэкспорт» приступила к строительству. Станция была запущена в сентябре 2011 года.
Иранская ядерная программа является проблемным вопросом в отношениях России и США. Россия всячески защищает контракты с Ираном от международных санкций. Соединённые Штаты часто инициируют в Совете Безопасности ООН рассмотрение резолюций по «иранскому атомному досье», которые в изначальном варианте содержат угрозы санкций и применения военной силы, но после прений с Россией и корректировки их принятие уже фактически не несёт никакого значения.
В рамках заключённого в июле 2015 года соглашения между Ираном и странами «шестёрки» было принято решение о вывозе низкообогащённого урана в Россию. Планируется, что эта работа будет окончена до конца года.

## Образ России в учебниках Ирана
Российская политика в Иране часто ассоциируется с вмешательством во внутренние дела страны и поддержкой режимов, благоприятных для империи. Иранские историки представляют Россию как агрессора, действующего в интересах политики «экспансии» территорий, ранее принадлежавших Персии. Авторы также обращают внимание на последствия русско-персидских войн для национального самосознания иранского народа. Они видят эти войны как символ колониального подавления и утраты суверенитета.
В учебнике для 11-х классов неоднозначно оценивается создание Народной партии Ирана, целью которой, по мнению авторов, были антиправительственная деятельность, отторжение Южного Азербайджана и северных территорий страны. В учебнике отмечается, что поддерживаемая СССР партия стала фактором дестабилизации иранского общества, вызвав напряженность и угрозу начала гражданской войны.
Участие СССР в поставках вооружений, предоставление Москвой военных специалистов и технического обеспечения иракской армии, включая использование советской военной техники и ракет, рассматривается как фактор, осложнивший ирано-иракский конфликт и причинивший большой ущерб Ирану.
Общая линия восприятия внешней политики России в отношении Ирана в иранских учебниках исходит из идеологического пространства Исламской Республики, основанного на идеях Имама Хомейни. Для политической философии Хомейни центральной была идея дихотомии угнетенных и угнетателей, отражение которой находилось лидером исламской революции как во внутренней, так и во внешней политике. Идеология Хомейни — призма для восприятия международных отношений в иранской государственной мысли. Поэтому идеи Хомейни экстраполируются на политический курс царской России и СССР. Характер внешней политики как царской России, так и Советского Союза в иранских учебниках по истории предстает как империалистический, включающий готовность осуществить вмешательство для защиты собственных интересов. Идеологическая рамка негативного восприятия проявлений мирового империализма накладывается на дореволюционные «болезненные точки» отношений двух стран: русско-персидские войны, борьбу за влияние в стране между царской Россией и Британией, ввод англо-советских войск в Иран в ходе Второй мировой войны и т.д.